# Кембои, Николас
Николас Кембои — катарский легкоатлет кенийского происхождения. 

## Карьера
Серебряный призёр чемпионата Азии 2009 года в беге на 10 000 метров. Занял 2-е место на Валенсийском марафоне 2011 года, установив личный рекорд 2:08.01. Победитель Пражского марафона 2013 года с результатом 2:08.51.
На мемориале Ван-Дамма 2003 года занял 2-е место на дистанции 10 000 метров с результатом 26.30,03. Таким образом он занимает 4-е место в списке самых быстрых бегунов на этой дистанции.
Участник чемпионата мира по полумарафону 2005 года, на котором он занял 40-е место. Выступал на чемпионате мира 2005 года (9-е место) и 2009 года (не смог закончить дистанцию) в беге на 10 000 метров.